# لويك دامور
لويك دامور (بالفرنسية: Loïc Damour)‏ هو لاعب كرة قدم فرنسي في مركز الوسط، ولد في 8 يناير 1991 في Soisy-sous-Montmorency ‏ في فرنسا. شارك مع منتخب فرنسا تحت 16 سنة لكرة القدم ومنتخب فرنسا تحت 17 سنة لكرة القدم ومنتخب فرنسا تحت 18 سنة لكرة القدم ومنتخب فرنسا تحت 19 سنة لكرة القدم ومنتخب فرنسا تحت 20 سنة لكرة القدم. أما مع النوادي، فقد لعب مع بورغ أون بريس بيروناس وكارديف سيتي ونادي بروكسل ونادي بولون ونادي ستراسبورغ ونادي فريجوس ونادي لومان وهارت أوف ميدلوثيان.

## وصلات خارجية
- لويك دامور على موقع قاعدة بيانات كرة القدم.إي يو (الإنجليزية)
- لويك دامور على موقع Soccerbase.com (لاعب) (الإنجليزية)
- لويك دامور على موقع Soccerway.com (الإنجليزية)
- لويك دامور على موقع عالم كرة القدم.نت (الإنجليزية)